# Filipe II de França
Filipe II (Gonesse, 21 de agosto de 1165 – Mantes-la-Jolie, 14 de julho de 1223), também chamado de Dádiva de Deus ou Filipe Augusto, foi o Rei da França de 1180 até sua morte. Era o filho de Luís VII e de sua terceira esposa Adélia de Champanhe.
Ele é um dos reis mais admirados e estudados da França medieval, não só pela extensão do seu reinado, como também pelas importantes vitórias militares, pelo aumento dos domínios directos da coroa, principalmente à custa dos reis da Inglaterra, e pelo fortalecimento da monarquia contra o poder dos senhores feudais.
O cognome Augusto, que lhe foi atribuído em vida, é uma referência directa ao título da antiguidade, apesar de haver outras interpretações que o possam justificar: pode referir-se ao mês do seu nascimento, ou ainda o verbo latino augere, que significa "aumentar". Com efeito, este cognome pode ter-lhe sido atribuído depois de, pelo tratado de Boves, em Julho de 1185, ter adicionado os senhorios de Artésia, Valois, Amiens e uma grande parte de Vermandois (actual comuna francesa de Saint-Quentin) aos domínios reais.

## Primeiros anos (1179-1189)

### Subida ao trono
O nascimento de Filipe em 1165 foi visto como um milagre pela família real. Luís VII esperou mais de trinta anos por um herdeiro que só a terceira esposa, Adélia de Champagne, lhe daria. Por esse motivo, o infante seria cognominado Dieudonné (Dádiva de Deus).

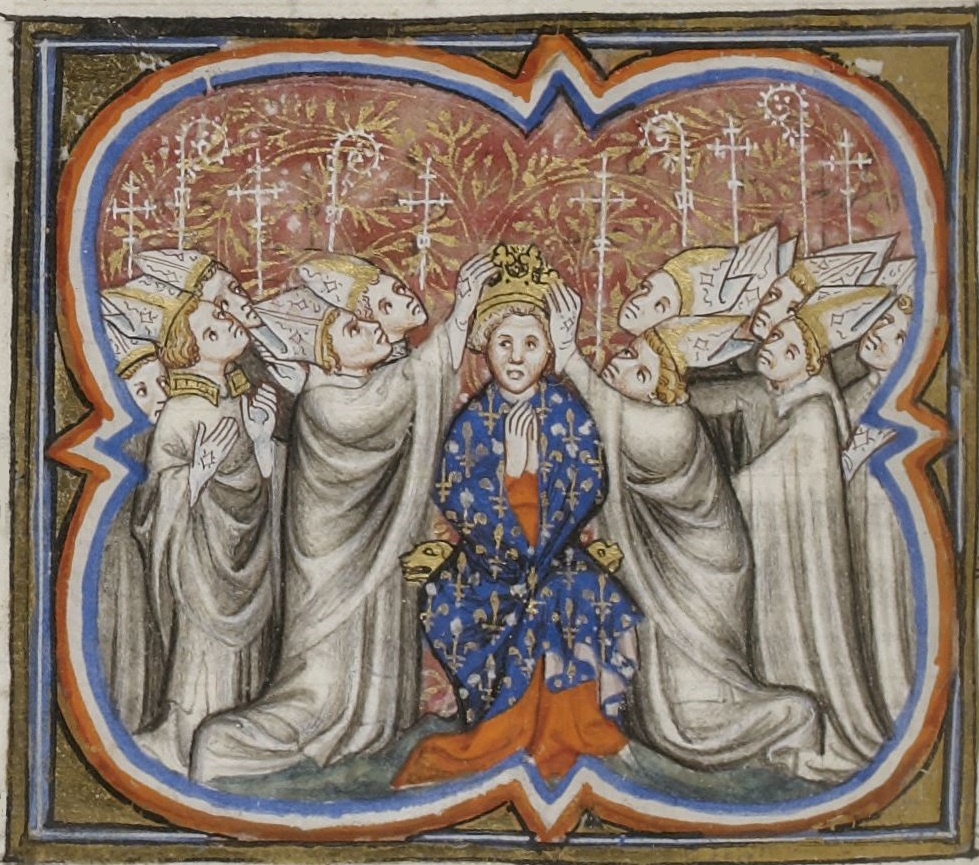
Sagração de Filipe Augusto, Grandes Chroniques de France, século XIV, Biblioteca Nacional de França

Foi associado ao trono aos catorze anos de idade, o último monarca francês a ser coroado durante a vida do predecessor pela tradição capetiana. A cerimónia de sagração foi inicialmente atrasada por ter sofrido um acidente de caça que lhe ameaçou a vida. O estado de saúde do príncipe foi suficientemente grave para que Luís VII se deslocasse a Inglaterra, apesar do seu próprio estado debilitado, para se recolher no túmulo de Thomas Becket, o arcebispo da Cantuária que auxiliara mas fora morto em 1170.
Filipe acabou por ser coroado a 1 de Novembro de 1179 na Catedral de Reims pelo seu tio, o arcebispo Guilherme das Mãos Brancas. Com a morte do seu pai a 18 de Setembro de 1180, tornou-se no único rei, aos quinze anos de idade.
Confrontado com o enfraquecimento do poder real, Filipe começou desde logo a lidar com esse problema. O seu casamento, celebrado em Bapaume, Pas-de-Calais, a 28 de Abril de 1180 com Isabel de Hainaut, trouxe-lhe o Artésia em dote. Em Junho do mesmo ano, três meses antes da morte do pai, assinou o tratado de Gisors com Henrique II da Inglaterra. Estes dois eventos reforçaram a posição do jovem rei face às casas de Flandres e de Champagne.
Nos domínios da coroa, uma das primeiras decisões de Filipe foi a expulsão dos judeus e a confiscação dos seus bens em Abril de 1182, uma decisão que contrariava a protecção que o seu pai acordara com a comunidade judaica. Os motivos oficiais designam os judeus como responsáveis por diversas calamidades, mas o objectivo real era sobretudo encher os cofres reais, mal providos no início deste reinado. Estas medidas foram populares mas não duraram: a interdição do território (desde o início difícil de fazer respeitar) cessou em 1198, e a atitude conciliadora de Luís VII voltou a ser a norma.

### Conflitos com a nobreza

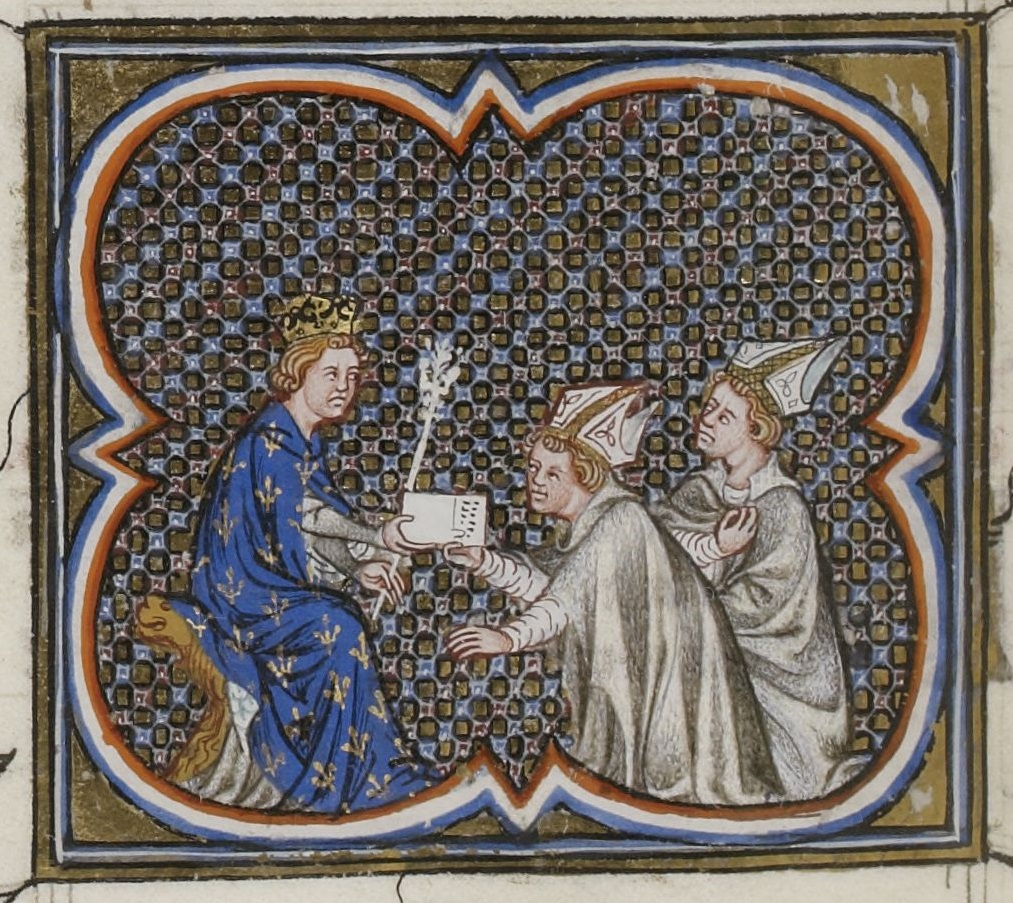
Filipe Augusto recebendo os mensageiros do papa Gregório VIII proclamando a Terceira Cruzada, Grandes Chroniques de France

Desde 1181, acerbou-se o conflito com os barões, liderados por Filipe da Alsácia, conde da Flandres. Filipe II conseguiu opor-se às ambições deste ao quebrar as suas alianças com Godofredo III de Lovaina, duque de Brabante e Filipe de Heinsberga, arcebispo de Colónia. Em Julho de 1185, o tratado de Boves confirmou a posse do rei das terras de Vermandois, Artésia e Amiens.
Os Plantagenetas foram a outra principal preocupação de Filipe. Os domínios do rei Henrique II da Inglaterra, conde de Anjou e, pelo seu casamento,  influente na Aquitânia, compreendiam também a Normandia, a Vexin e a Bretanha.
Depois de dois anos de combates (1186-1188), a situação permanecia indecisa. Filipe tentou aproveitar-se das rivalidades entre os filhos do rei da Inglaterra, Ricardo Coração de Leão, de quem era amigo, e do mais jovem João Sem Terra. Uma paz de statu quo fora finalmente negociada, quando o papa Gregório VIII proclamou a Terceira Cruzada, após a tomada de Jerusalém por Saladino em 1187.
Em 1189 conseguiu que a Inglaterra renunciasse à soberania de Auvérnia pelo tratado de Azay-le-Rideau. Mas a morte de Henrique II em Julho do mesmo ano selou o destino. Agora havia urgência em partir para a Terra Santa.

## Rivalidade com Ricardo Coração de Leão (1190-1199)

### Terceira cruzada

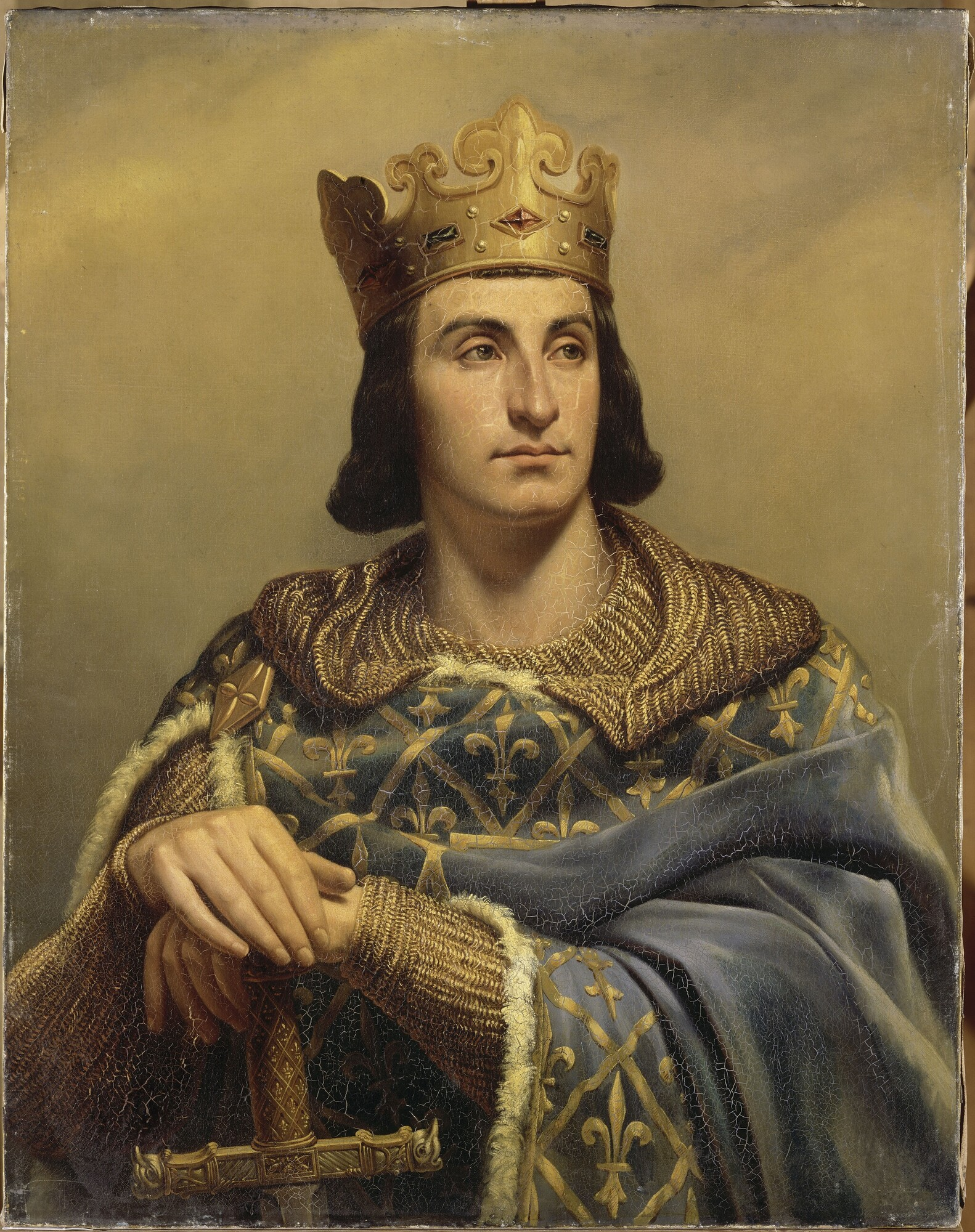
Filipe II Augusto retratado por Louis-Félix Amiel (Palácio de Versailles)

Filipe Augusto e Ricardo Coração de Leão partiram juntos para a Terceira Cruzada, que mobilizou também a maior parte dos grandes barões da França. Embarcaram no final do Verão de 1190, Filipe de Génova e Ricardo de Marselha. Mas foram surpreendidos por tempestades no mar Mediterrâneo e tiveram de aguardar vários meses em Messina, na Sicília.
Foi neste período que a rivalidade entre os dois reis se reafirmou quanto aos projectos de casamento de Ricardo, que rompeu o noivado com Adela, meia-irmã do francês, para se tornar noivo de Berengária de Navarra. Filipe Augusto saiu de Messina assim que pôde, a 30 de Março de 1191.
Chegou a São João de Acre a 20 de Abril de 1191 e participou do cerco da cidade, controlada pelos muçulmanos. Ricardo só chegou em Junho, após um desvio para a conquista de Chipre: os reforços ingleses foram úteis, mas os desentendimentos reiniciaram imediatamente entre os dois reis.
Para agravar a situação, adoeceram ambos com uma febre, da qual resultou alopécia e perda de unhas, e Filipe perdeu também uma vista. No entanto as operações militares continuaram: os franceses penetraram pela primeira vez os muros de Acre a 3 de Julho, mas sem mais sucesso; depois foram os ingleses que falharam. Mas, enfraquecidos, os sitiados acabariam por capitular a 12 de Julho.
A cruzada mal tinha começado quando Filipe decidiu voltar à França. A morte a 1 de Junho do conde da Flandres, durante o cerco a Acre, terá sido um factor importante, fazendo renascer o sensível assunto da sucessão flamenga. No percurso de volta, Filipe passou por Roma, onde o papa Celestino III o autorizou a abandonar a cruzada. O rei voltou a Paris a 27 de Dezembro de 1191.

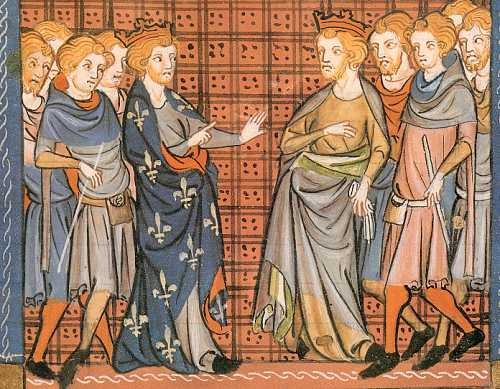
Filipe Augusto e Ricardo Coração de Leão em conflito, Les Chroniques de France ou de St-Denis, século XIV

### Sucessão flamenga
A morte de Filipe da Alsácia, sem descendência, foi a primeira preocupação de Filipe ao voltar da cruzada. Três pretendentes suscitavam a instabilidade da região: Balduíno V de Hainaut, conde de Hainaut, Leonor de Vermandois, condessa de Beaumont, e o próprio Filipe Augusto.
Balduíno acabou por ser designado herdeiro do condado da Flandres após o pagamento de 5 000 marcos de prata. O rei francês também confirmou a Leonor, por uma carta de 1192, os domínios de Valois e Vermandois, que deveriam voltar para a coroa depois da sua morte. Por fim, a França obteve Péronne e Artésia, em nome do seu filho Luís, como herança da rainha Isabel de Hainaut, morta em 1190. Assim os domínios reais a norte foram consideravelmente aumentados.

### Casamento com Ingeborg da Dinamarca
Após a morte da rainha, o rei da França sabia que devia voltar a casar-se o mais rapidamente possível, uma vez que a sucessão dinástica ainda não estava assegurada: só tinha um filho com quatro anos, que acabara de sobreviver a uma grave doença. A escolha de Ingeborg da Dinamarca continua um mistério. Irmã do rei Canuto VI da Dinamarca, com dezoito anos de idade, era apenas uma de muitas possíveis esposas para o francês.

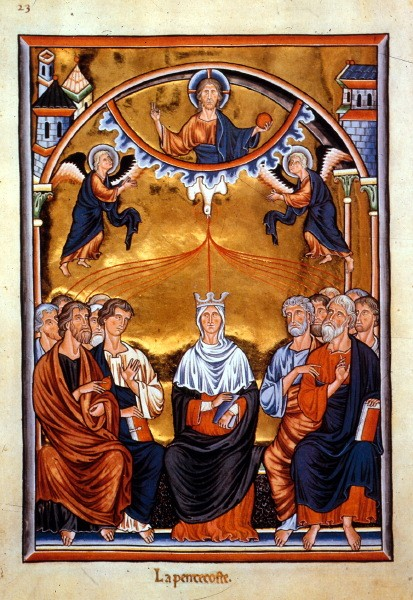
Página do saltério de Ingeborg da Dinamarca, rainha de França

Com o dote acordado em 10 000 marcos de prata, Filipe foi encontrar a princesa em Amiens a 14 de Agosto de 1193, no dia do seu casamento. No dia seguinte abreviou a cerimónia de coroação da rainha e enviou-a para o mosteiro de Saint-Maur-des-Fossés, anunciando que pretendia anular o matrimónio.
Os motivos desta separação precipitada, seguida de sete anos de cativeiro para Ingeborg e da recusa absoluta de Filipe reconhecê-la como rainha, são desconhecidos e deram lugar a todo o tipo de especulações, tanto por parte dos seus contemporâneos como dos historiadores. Para defender a anulação, o rei quis alegar uma ligação de parentesco proibida pela Igreja. Seja como for, uma assembleia de bispos e de barões deu razão ao rei, que se casou rapidamente com Inês de Merânia, jovem nobre da Baviera, em Junho de 1196.
No entanto, o novo papa Inocêncio III, eleito em 1198, não concordou. Procurando afirmar a sua autoridade, ordenou que Filipe se separasse de Inês e respeitasse o casamento com Ingeborg. Como não obtivesse uma reacção do rei, pronunciou um interdicto (o equivalente à excomunhão para um território) sobre o Reino da França a 13 de Janeiro de 1200. Filipe ainda assim arrastou o caso por alguns meses, mantendo Ingeborg presa na torre de Guinette em Étampes, até acabar por organizar uma cerimónia de reconciliação, pelo que o interdicto foi levantado em Setembro. No entanto não voltou a juntar-se com a antiga esposa e continuou o processo de anulação do casamento, vivendo entretanto em bigamia.
Em Março de 1201, o Concílio de Soissons concluiu não dar razão a Filipe, que acabou por encerrar o debate e renunciar à dissolução do matrimónio. Por fim, depois de ter dado à luz uma filha, Maria de França, em 1198, Inês de Merânia morreu em Julho em Poissy, ao dar um segundo herdeiro varão ao rei, Filipe Hurepel, reconhecido como tal pelo papa em Novembro. A crise foi encerrada de momento e a sucessão dinástica assegurada.
Filipe Augusto retomou o procedimento de anulação do casamento em 1205, desta vez por motivo de não consumação, pretendendo inclusivamente forçar o resultado casando-se novamente. Ao constatar que estes projectos tinham caído num impasse, acabou definitivamente com as negociações de anulação em 1212 e, tal como em 1201, devolveu resignado a infeliz Ingeborg ao seu papel de esposa e rainha.

### Lutas contra Ricardo Coração de Leão

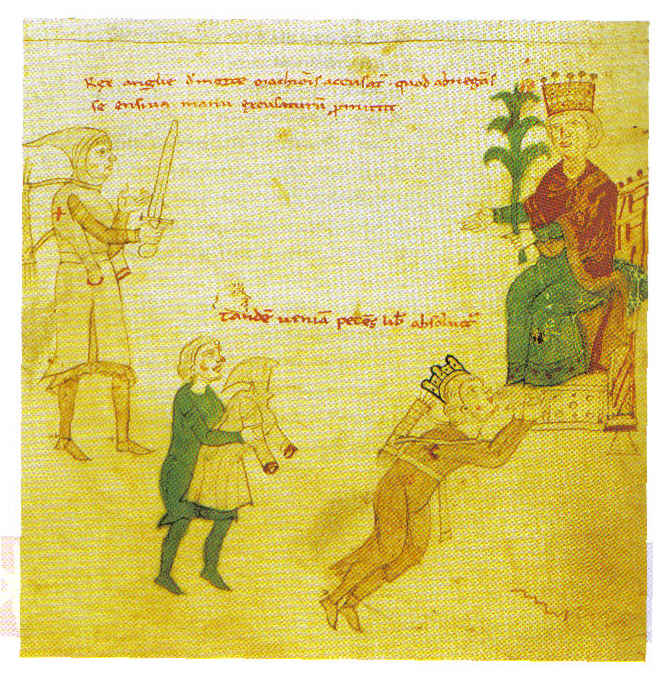
Ricardo Coração de Leão aprisionado por Henrique VI da Germânia, manuscrito de Peter von Eboli, 1195

Ricardo Coração de Leão continuou a Terceira Cruzada mesmo depois da partida de Filipe: tomou os principais portos palestinianos até Jafa e restabeleceu o Reino Latino de Jerusalém, com a capital em São João de Acre uma vez que a cidade de Jerusalém continuava em poder dos muçulmanos. Mas acabou por negociar uma trégua de cinco anos com Saladino e embarcou para a Europa em Outubro de 1192.
Novamente surpreendido por tempestades, naufragou em Corfu, sendo capturado por Leopoldo V, duque da Estíria e da Áustria, que o enviou para o seu inimigo, Henrique VI da Germânia do Sacro Império Romano-Germânico. Para a sua libertação, o imperador exigiu um resgate de 100 000 marcos de prata, e mais 50 000 marcos para ajudar a conquistar o reino da Sicília.
Filipe aproveitou a situação para negociar com João Sem Terra, o irmão mais novo de Ricardo, pouco interessado no regresso do rei da Inglaterra e que, pretendendo obter a coroa inglesa com o suporte do rei francês, prestou-lhe homenagem em 1193. Depois, quando Filipe Augusto atacou os territórios dos  Plantagenetas, João cedeu-lhe o leste da Normandia (com a excepção de Ruão), Le Vaudreuil, Verneuil e Évreux, por um acordo escrito de Janeiro de 1194. Pelo seu aprumo diplomático e militar, Filipe tinha grande respeito pelos seus rivais.
Ricardo acabou por ser libertado a 2 de Fevereiro de 1194. A sua mãe, Leonor da Aquitânia, pagara dois terços do resgate, ou seja, 100 000 marcos de prata, sendo o restante enviado posteriormente. A resposta deste ao período em que estivera prisioneiro foi imediata. Obrigou Filipe a recuar, pretendendo que renunciasse às suas recentes conquistas em um primeiro tratado de Janeiro de 1196.
Depois os combates recomeçaram, sempre com vitórias de Ricardo, que invadiu a Vexin em 1197-1198. Os dois reis procuraram aliados até que o novo papa, Inocêncio III, que pretendia organizar uma nova cruzada, os intimou a negociar. A situação seria resolvida subitamente: em 1199, durante o cerco ao castelo de Châlus, em Limousin, Ricardo foi atingido por uma flecha. Morreria do ferimento poucos dias depois, a 6 de Abril, aos quarenta e um anos de idade e no auge da sua glória.

## As grandes conquistas (1199-1214)

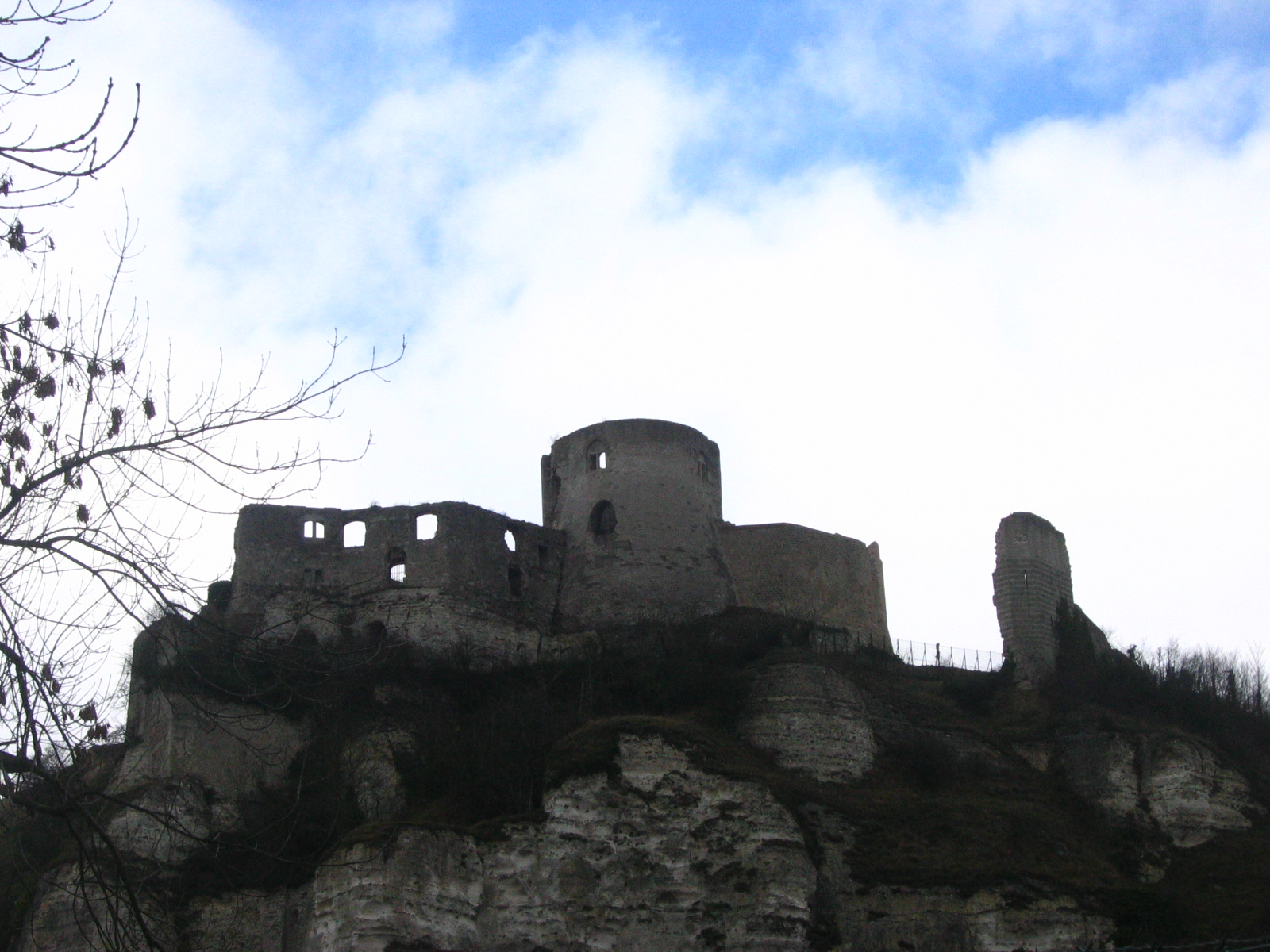
Ruínas de Château-Gaillard

### Vitórias sobre João Sem Terra
A sucessão de Ricardo Coração de Leão foi conturbada: a João Sem Terra opunha-se o jovem pretendente de doze anos Artur I da Bretanha, filho do irmão do meio dos anteriores, Godofredo II da Bretanha, morto em 1186. Filipe Augusto aproveitou-se desta rivalidade e, da mesma forma que tinha apoiado João contra Ricardo, agora apoiava Artur contra João, recebendo a vassalagem do duque da Bretanha na Primavera de 1199.
Isto permitiu-lhe negociar em posição de força com João Sem Terra, pelo que o tratado de Goulet, em Maio de 1200, foi favorável ao francês. Este tratado foi ainda selado pelo casamento do seu filho príncipe Luís de França com Branca de Castela, sobrinha de João.
Mas as hostilidades não chegaram a cessar e agora concentravam-se na Aquitânia. Filipe aproximou-se assim de Artur, e simultaneamente convocou João, agora seu vassalo pelas possessões francesas, para as suas acções bélicas na Aquitânia e em Tours. Naturalmente João não se apresentou, e a corte da França pronunciou o confisco dos seus feudos.
Filipe partiu então na Primavera de 1202 para atacar a Normandia, enquanto Artur da Bretanha atacava Poitou. Mas o jovem duque foi surpreendido e aprisionado por João I de Inglaterra no cerco a Mirebeau. Artur desapareceu misteriosamente em poucos meses, provavelmente assassinado no início de 1203.

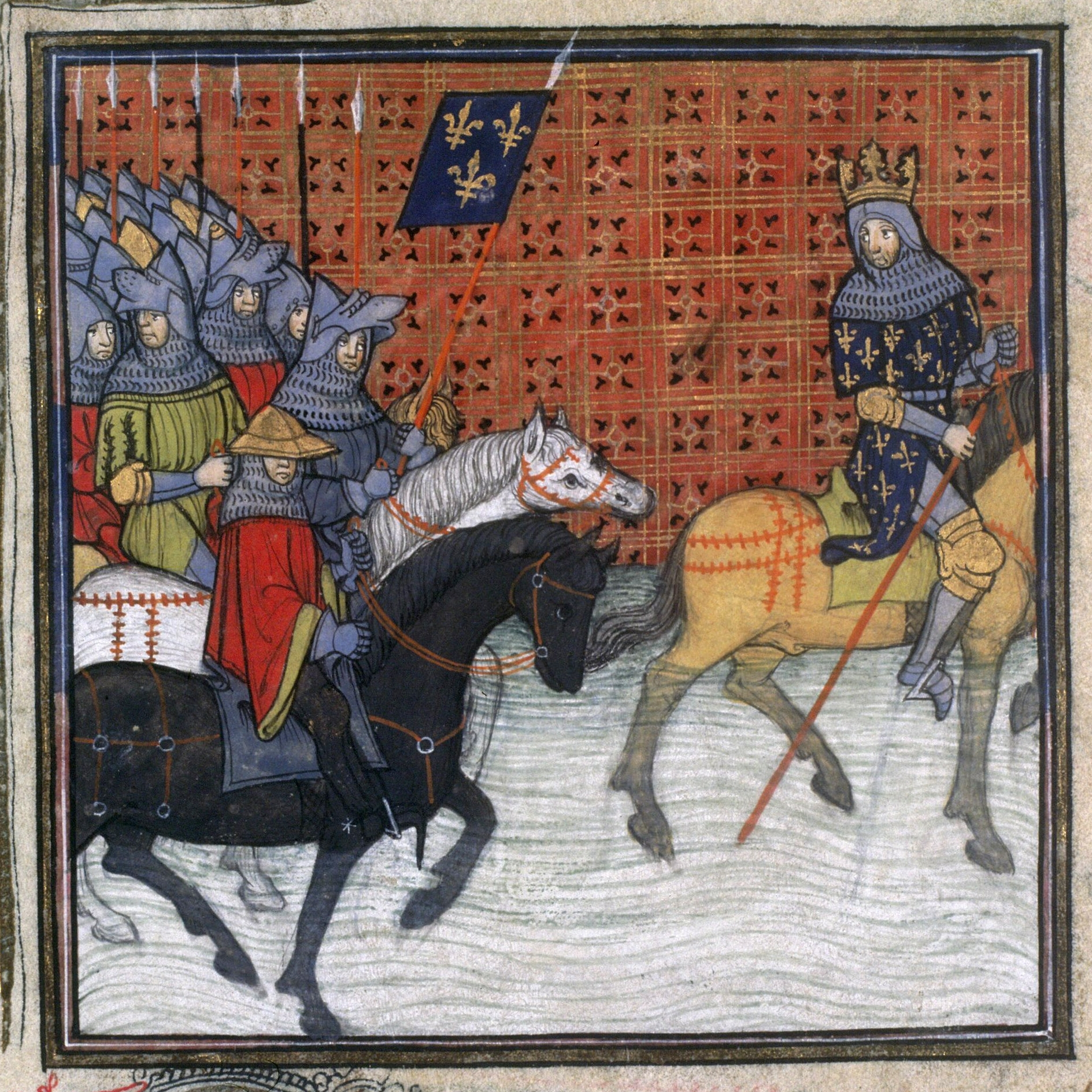
Filipe Augusto a atravessar o rio Loire, Grandes Chroniques de France

Augusto assegurou o apoio dos vassalos de Artur e retomou a sua acção na Normandia na Primavera de 1203. Desmantelou o sistema de castelos normandos, tomou Le Vaudreuil e cercou a fortaleza de Château-Gaillard em Setembro. João cometeu o erro de sair da Normandia para voltar à Inglaterra em Dezembro, e assim este castelo caiu a 6 de Março de 1204.
O rei francês pôde então invadir toda a Normandia: Falaise, Caen, Bayeux e depois Ruão, que capitulou a 24 de Junho de 1204, constatando que não chegaria o apoio de João. Verneuil e Arques caíram imediatamente depois e concluíram o sucesso de Filipe, que tomaria toda a Normandia em dois anos de campanha.
Filipe voltou então a sua atenção para o vale do rio Loire, onde tomou Poitiers em Agosto de 1204, e depois Loches e Chinon em 1205. Os dois reis acabaram por acordar umas tréguas em Thouars, a 13 de Outubro de 1206. Agora era necessário a França estabilizar os territórios tão rapidamente conquistados.

### Consolidação das conquistas
Todo o período de 1206 a 1212 foi usado por Filipe para consolidar as suas conquistas territoriais. O domínio capetiano foi aceite em Champagne, Bretanha, Auvérnia, mas os condados da Bolonha e da Flandres criaram problemas.
Apesar das atenções de Filipe Augusto, que inclusivamente casou em 1210 o seu filho Filipe Hurepel com Matilde II de Bolonha, filha do conde Reinaldo de Dammartin de Bolonha, este negociou com a facção inimiga. As suspeitas de Filipe foram confirmadas quando este começou a fortificar Mortain, no oeste da Normandia.

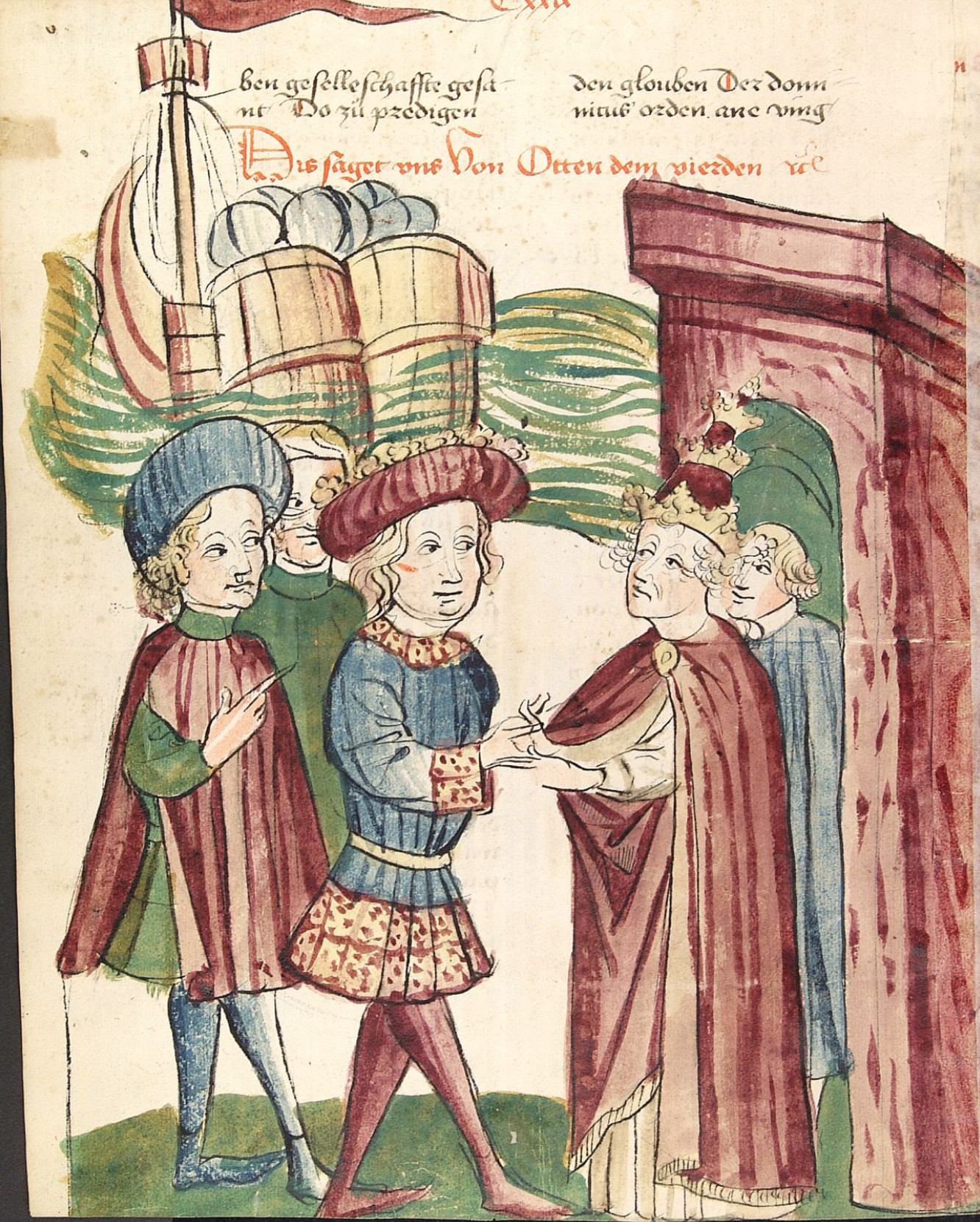
Otão IV da Germânia e o papa Inocêncio III, manuscrito do século XVI

Em 1211 o rei francês passou à ofensiva: tomou Mortain, Aumale e Dammartin, em Seine-et-Marne. Reinaldo refugiou-se então junto do conde de Bar-le-Duc e deixou de ser um perigo imediato.
Na Flandres iniciou-se um período de incerteza: Balduíno, conde da Flandres e de Hainaut, participara da Quarta Cruzada a partir do Verão de 1202, tomara Constantinopla e fora eleito imperador da nação recém-estabelecida em Maio de 1204. Mas depois fora aprisionado e morto pelos búlgaros em 1205.
O conde Filipe I de Namur, irmão de Balduíno que assegurou a regência do condado, acabou por jurar fidelidade à França, contra a opinião dos seus conselheiros. Para estabilizar o condado, o rei casou em 1211 a única herdeira de Balduíno, a sua filha Joana de Constantinopla, com Fernando de Portugal, pensado poder contar com este vassalo.
Por fim, fez uma aposta de maior risco nos assuntos germânicos. Com a morte do imperador Hohenstaufen Henrique VI da Germânia em 1197, o seu sucessor deveria ser designado pelo papa Inocêncio III. Declararam-se dois candidatos: Otão de Brunswick, favorito do papa e apoiado pelo seu tio João I da Inglaterra, e Filipe da Suábia, irmão de Henrique VI apoiado por Filipe Augusto e coroado rei dos Romanos em 1205.
Filipe da Suábia foi assassinado em 21 de Junho de 1208 e, agora sem rival, Otão foi coroado imperador em Outubro de 1209. Inocêncio arrepender-se-ia do apoio que lhe dera, pois rapidamente o germânico mostraria as suas ambições sobre a Itália. Com Otão excomungado em 1210, Filipe Augusto negociou com Frederico II da Germânia, rei da Sicília e filho de Henrique VI. Coroado rei dos Romanos em Mogúncia em 1212, era um aliado com que o francês contava para se opôr à ambição de Otão.

### Batalha de Bouvines

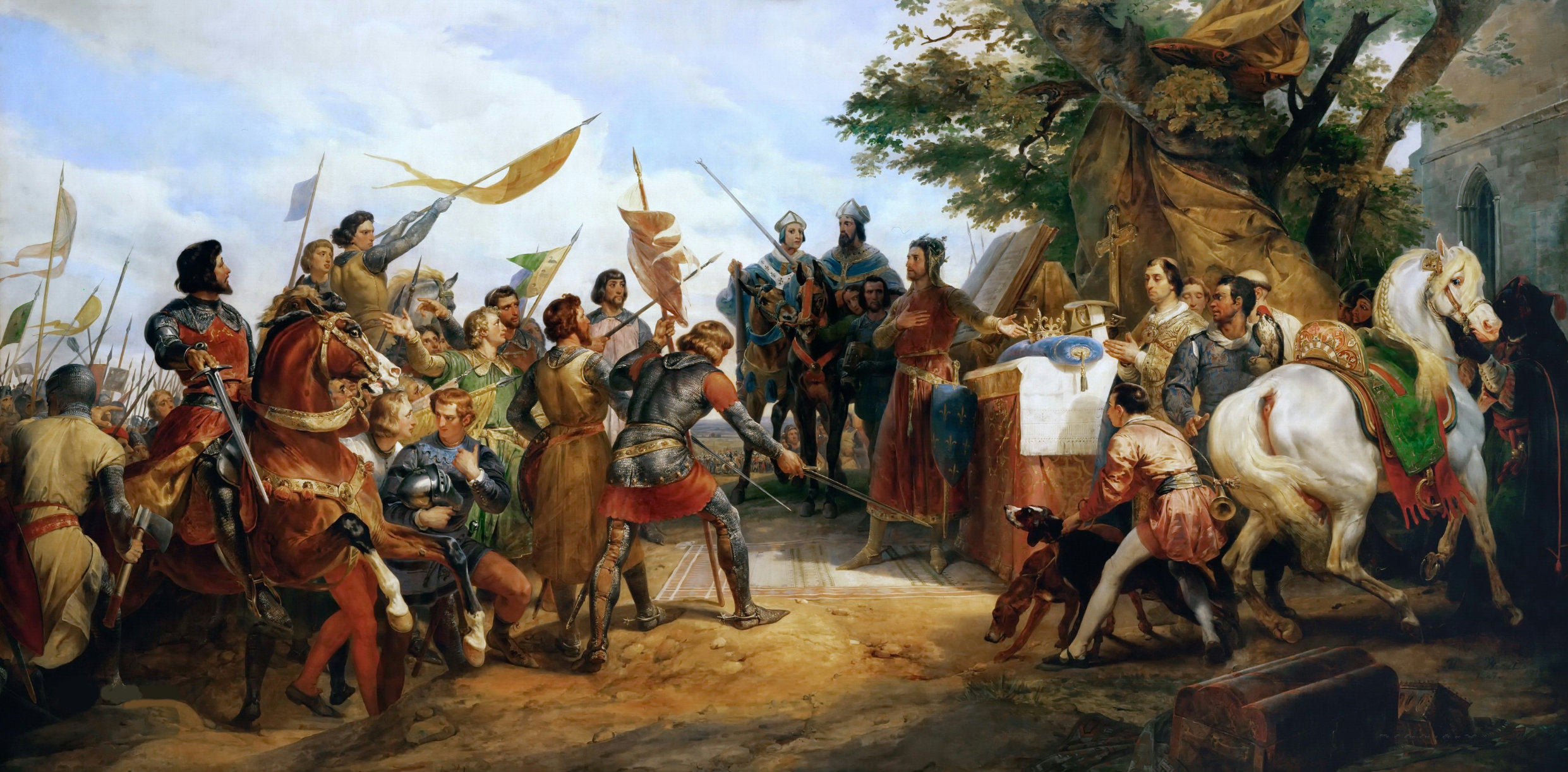
Batalha de Bouvines, pintura do século XIX de Horace Vernet

Os grandes sucessos de Filipe Augusto tiveram o efeito de unir os seus rivais. A oposição tomou forma em 1212 e contou com João Sem Terra e Otão IV da Germânia. Reinaldo de Dammartin foi o verdadeiro artesão da coligação: não tendo mais nada a perder, deslocou-se a Frankfurt para procurar o apoio de Otão, e depois a Inglaterra onde prestou vassalagem a João, que lhe restabeleceu oficialmente as suas possessões inglesas. As hostilidades entre Filipe e João reiniciaram imediatamente.
Na mesma altura, iniciou-se a Cruzada albigense, liderada pela nobreza francesa contra o conde Raimundo VI de Toulouse e os cátaros. Filipe não se envolveu imediatamente nesta questão para se concentrar no perigo dos ingleses. Reuniu os seus barões em Soissons a 8 de Abril de 1213, encarregou o seu filho Luís de conduzir a expedição contra a Inglaterra e obteve o apoio de todos os seus vassalos, com a excepção de Fernando de Portugal, o conde da Flandres que devia o seu casamento e o seu condado ao rei.
Filipe procurou então um novo aliado em Henrique I de Brabante. Após um período de hesitação, o papa Inocêncio III escolheu apoiar João I da Inglaterra, um apoio apenas moral mas importante. Os preparativos do conflito prolongaram-se: o projecto inicial de Filipe, que pretendia invadir a Inglaterra, fracassou quando a sua frota foi atacada pela coligação inimiga em Damme, em Maio de 1213. Durante os meses seguintes, Filipe e Luís encarniçaram-se contra os condados da Bolonha e da Flandres. As cidades do norte foram quase completamente devastadas.
Em Fevereiro de 1214, João I da Inglaterra desembarcou por fim no continente, em La Rochelle, contando apanhar Filipe desprevenido. Uma estratégia que funcionou inicialmente, ao conseguir aliados entre os nobres de Limousin e Poitou. Em Maio subiu até ao vale do rio Loire e tomou Angers.
Filipe, ainda ocupado na Flandres, confiou a oposição a João ao seu filho, que se dirigiu imediatamente para a fortaleza de Roche-aux-Moines, perto de Angers. Com a aproximação do exército francês, que incluía uns intimidantes 800 cavaleiros, João e os nobres aquitanos hesitaram e acabariam por fugir a 2 de Julho. Mas a coligação ainda se mantinha, e era no norte que se haveriam de enfrentar.

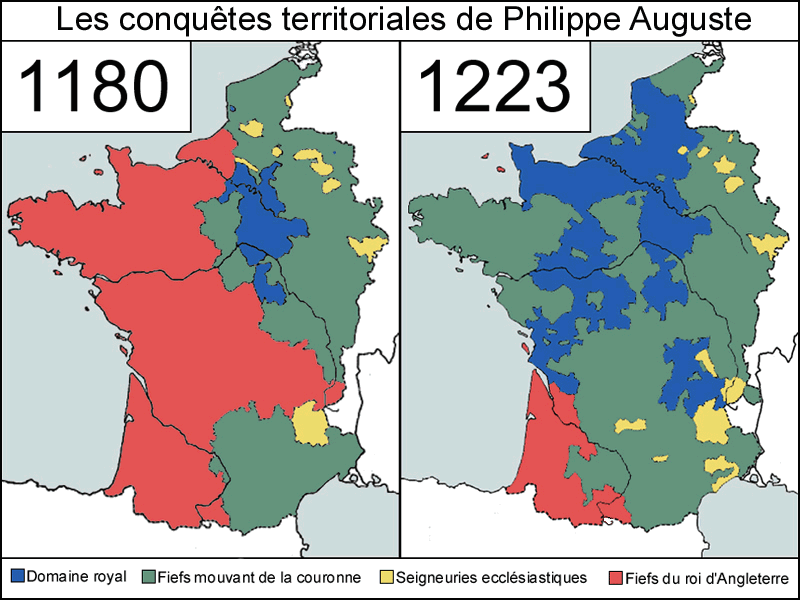
As conquistas territoriais de Filipe Augusto, de 1180 a 1223. Legenda:
domínios reais, feudos franceses, senhorios eclesiásticos, feudos ingleses

O confronto final entre os exércitos da França e da coligação liderada por Otão IV da Germânia era então inevitável, depois de várias semanas de aproximações e recuos. No domingo de 27 de Junho de 1214, o exército de Filipe, perseguido pela coligação, chegou a Bouvines para atravessar a ponte sobre o rio Marque.
Havia uma interdição absoluta de cristãos combaterem aos domingos, mas Otão decidiu passar à ofensiva, contando surpreender o inimigo na travessia. O exército de Filipe foi mesmo surpreendido pela retaguarda, mas esta organizou-se rapidamente em resposta antes que as forças se enfrentassem na ponte. Voltaram-se rapidamente contra os inimigos e a ala direita francesa enfrentou os cavaleiros flamengos, liderados por Fernando de Portugal.
No centro, Filipe e Otão encontraram-se. Na refrega da cavalaria, o rei francês foi derrubado do cavalo mas os seus cavaleiros protegeram-no, oferecendo-lhe uma montada descansada, e assim voltou à luta até obrigar Otão a bater em retirada. Por fim, na ala esquerda, os partidários de Filipe venceram Reinaldo de Dammartin, capturado depois de grande resistência.
A sorte favoreceu os franceses, apesar da inferioridade numérica (1 300 cavaleiros e 4 000 a 6 000 homens de infantaria, contra 1 300 a 1 500 cavaleiros e 7 500 de infantaria da coligação). A vitória foi total: o imperador foi posto em fuga, as forças de Filipe fizeram 130 prisioneiros, dos quais cinco condes, e entre estes Reinaldo de Dammartin e Fernando de Portugal.
A coligação foi dissolvida com a derrota. A 18 de Setembro de 1214, em Chinon, Filipe assinou uma trégua de statu quo por cinco anos com João, que continuou a ameaçar as suas posições no sul até voltar à Inglaterra em 1214.
Pelo tratado de Chinon do mesmo ano, o rei inglês abandonou todas os seus territórios a norte do rio Loire: Berry, Touraine, Maine e Anjou voltaram os domínios reais franceses que, livres de ameaças, passaram a cobrir um terço da França. Segundo o historiador Georges Duby, a batalha de Bouvines deu origem à França moderna.

## Depois da vitória (1214-1223)

### Expedição do príncipe Luís a Inglaterra

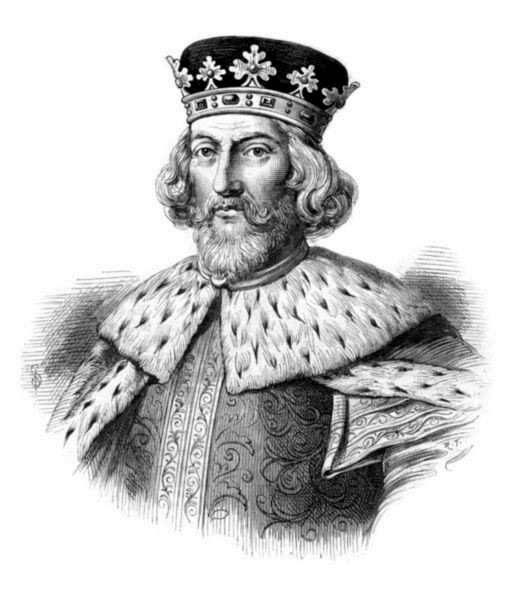
João I da Inglaterra, Cassell's History of England, 1902

Com a vitória absoluta no continente, as ambições reais voltavam-se agora mais uma vez contra João Sem Terra. Filipe pretendeu depor este rei com o pretexto da sua traição contra Ricardo Coração de Leão em 1194, e da morte do seu sobrinho Artur I da Bretanha. Apresentando uma interpretação desde logo contestável da genealogia da sua esposa Branca de Castela, o príncipe Luís de França conduziu uma expedição na Inglaterra.
O desembarque ocorreu em Maio de 1216 e Luís, à cabeça do seu numeroso exército (1 200 cavaleiros e numerosos rebeldes ingleses), invadiu o reino insular, e em especial Londres, onde  se instalou. Só Windsor, Lincoln e Dover resistiram. Mas apesar da calorosa recepção reservada ao francês por uma maioria de bispos ingleses, o apoio do papa a João continuou firme, e Luís foi excomungado. João acabou por morrer subitamente de uma grave indigestão a 19 de Outubro de 1216, e os seus antigos aliados rapidamente coroaram o seu filho Henrique III da Inglaterra, com nove anos de idade.
Inocêncio III também faleceu, mas o seu sucessor Honório III continuou a defender os súbditos leais aos Plantagenetas. Os bispos retiraram o apoio ao Capeto e os rebeldes repensaram a sua posição. O príncipe voltou a França no início de 1217 para procurar apoiantes e voltou a Inglaterra, onde foi vencido pelo regente William Marshal na batalha de Lincoln. Luís aceitou negociar uma paz em Junho, que foi concluída em Setembro, e assim a sua excomunhão foi levantada.
A atitude de Filipe Augusto quanto a esta expedição foi ambígua. Não a apoiou oficialmente mas é pouco provável imaginar que não terá dado o consentimento ao seu filho, mesmo que apenas a título privado.

### Cruzada albigense

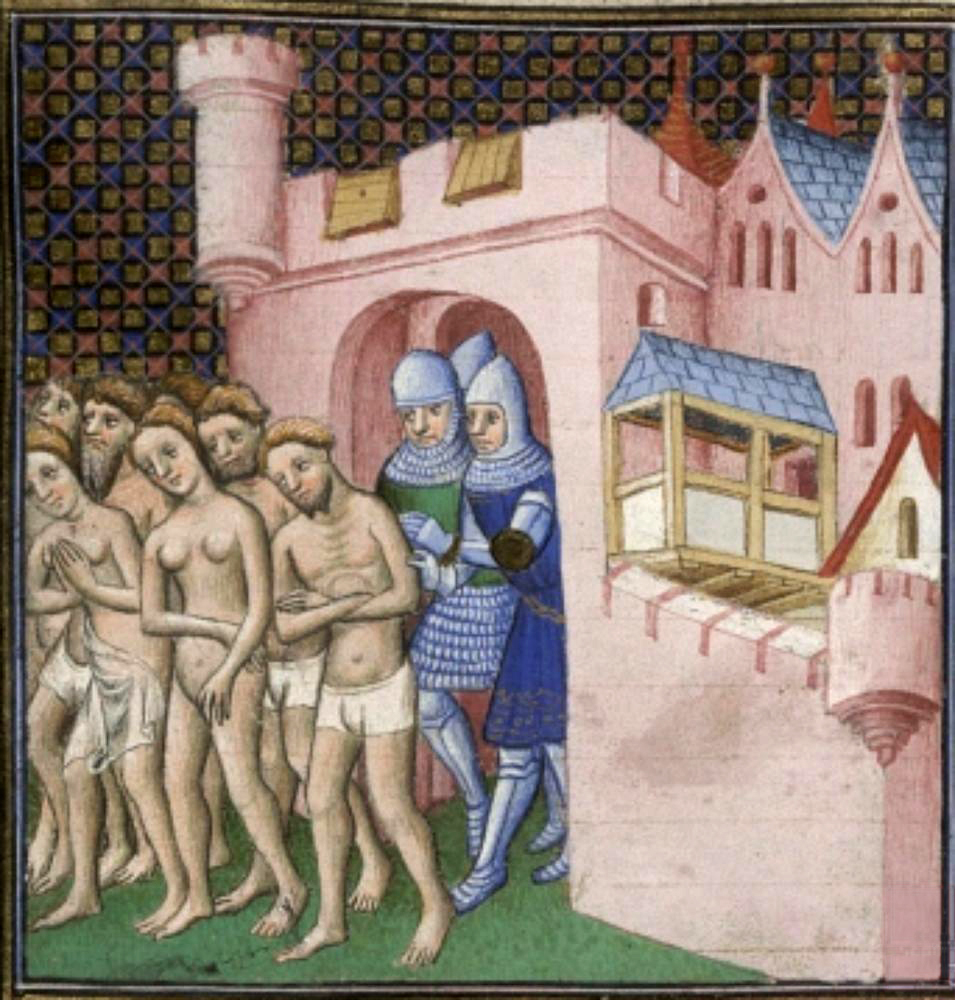
Expulsão dos cátaros de Carcassonne, em 1209

Desencadeada em 1208, a cruzada contra os albigenses tornou-se num confronto entre Simão de Monforte, que conduziu os cruzados franceses, e o Raimundo VI de Toulouse, que apoiava secretamente os heréticos. O rei Pedro II de Aragão tinha interesses na região e apoiou o conde de Toulouse, sendo mais tarde derrotado e morto por Simão na batalha de Muret em 1213.
Depois da batalha de Roche-aux-Moines, o príncipe Luís partiu primeiro para o Meio-Dia-Pirenéus em Abril de 1215 para ajudar Simão de Monforte a consolidar as suas posições. Este tornou-se conde de Toulouse, com a concordância do papa Honório III e de Filipe Augusto, a quem prestou vassalagem. Mas a cidade de Toulouse resistiu, o cerco demorou, e Simão morreu em Abril de 1218.
O papa nomeou como sucessor o seu filho Amaury VI de Monforte e incitou Filipe a enviar um nova expedição. Luís partiu em Maio de 1219 e juntou-se a Amaury no cerco de Marmande, cujos habitantes foram massacrados. Depois de quarenta dias com a hoste, Luís voltou sem ter podido tomar Toulouse. O rei francês enviou uma nova expedição em 1221, sob as ordens do bispo de Bourges e de Hugo X de Lusignan, conde de la Marche, também sem sucesso.
É interessante a pouca envergadura destas várias expedições. O empenho de Filipe em submeter o Meio-Dia-Pirenéus e acabar com o catarismo parece ser discutível e só nos reinados dos seus sucessores se resolveria a questão albigense.

### Paz
Após a batalha de Bouvines, as operações militares ocorreram na Inglaterra ou no Meio-Dia-Pirenéus. O domínio real, e todos os territórios a norte do rio Loire, continuaram em paz. A trégua concluída em Chinon em 1215, originalmente por cinco anos, foi prolongada em 1220 com a garantia do príncipe Luís de França, uma associação que marcou o início da transição do poder de Filipe ao seu filho herdeiro.

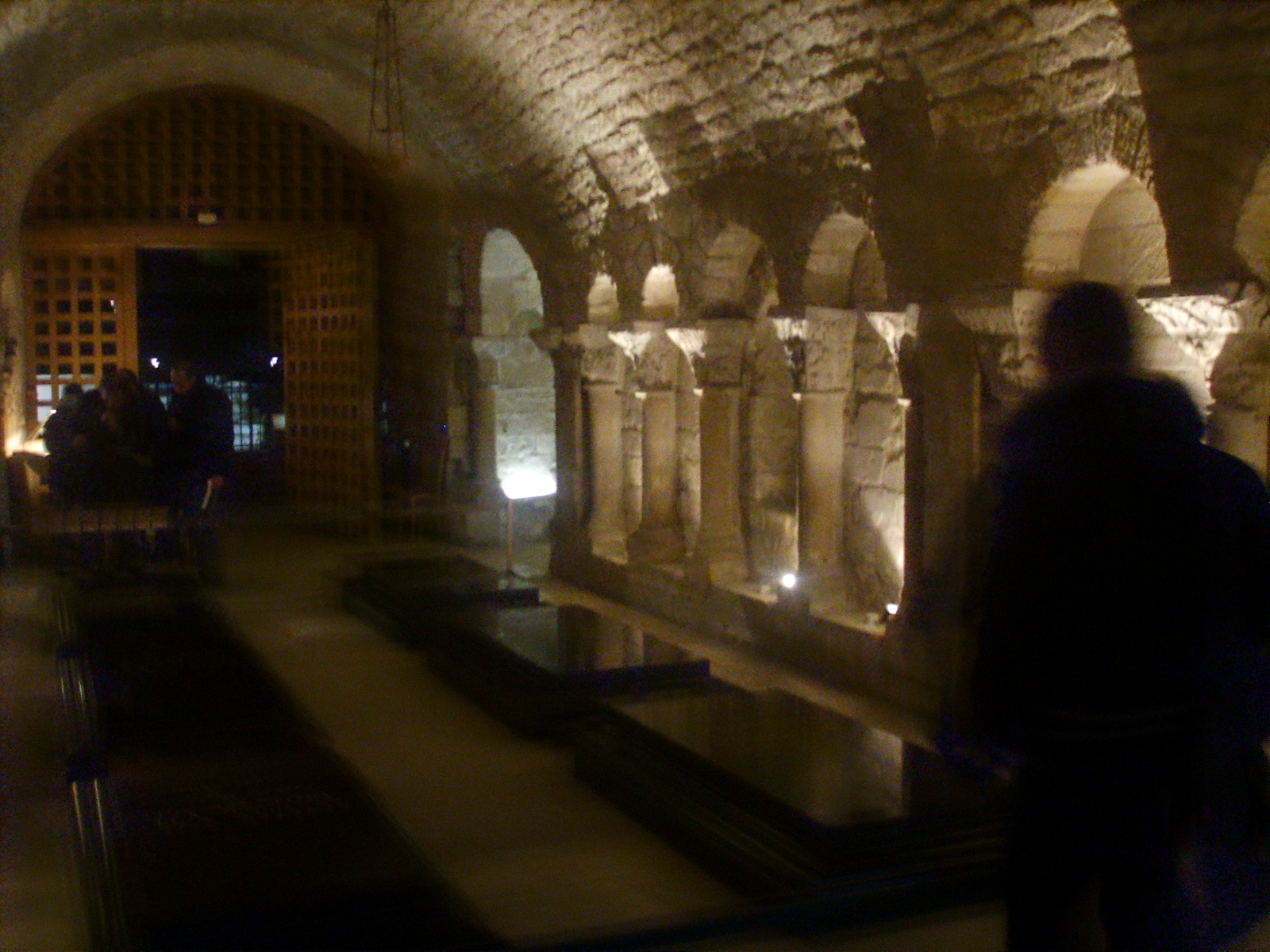
Cripta da Basílica de Saint-Denis

Mesmo acabando as conquistas pelas armas, Augusto continuou a aumentar a sua influência ao aproveitar-se de casos de sucessões problemáticas. Tal aconteceu no condado de Champagne, aquando da subida ao poder de Tibaldo IV, o que lhe permitiu assegurar a sua suserania. O rei recuperaria assim algumas terras, como Issoudun, Bully, Alençon, Clermont-en-Beauvaisis e Ponthieu.
A prosperidade do reino no final do reinado de Filipe II era um facto consumado. Em Novembro de 1221 o excedente anual do tesouro real era de 25 210 libras. Nos cofres estavam 157 036 libras, sendo mais de 80% do rendimento anual ordinário global da monarquia. O testamento de Filipe Augusto, redigido em Setembro de 1222 quando o seu estado de saúde fazia prever a morte, que ocorreria dois meses depois, confirma estes números, dado que a soma dos seus legados se elevava a 790 000 libras, quase quatro anos de rendimentos.
Quando se encontrava em Pacy-sur-Eure, o rei decidiu assistir à reunião eclesiástica organizada em Paris para a preparação de novas cruzadas, contra os conselhos dos seus médicos. Não sobreviveu à fadiga da viagem e morreu de febre a 14 de Julho de 1223, em Mantes-la-Jolie, na Île-de-France. Diz-se que sorria tranquilamente ao morrer, ao lado do filho Luís VIII de França e sua nora Branca de Castela.
O seu corpo foi transportado para Paris, e o funeral foi rapidamente organizado, em Saint-Denis, na presença dos poderosos do reino. Pela primeira vez, o corpo do rei da França, vestido com toda a regalia, foi exposto para veneração do povo antes da sepultura em um rito solene inspirado nos dos reis da Inglaterra.

## Legado

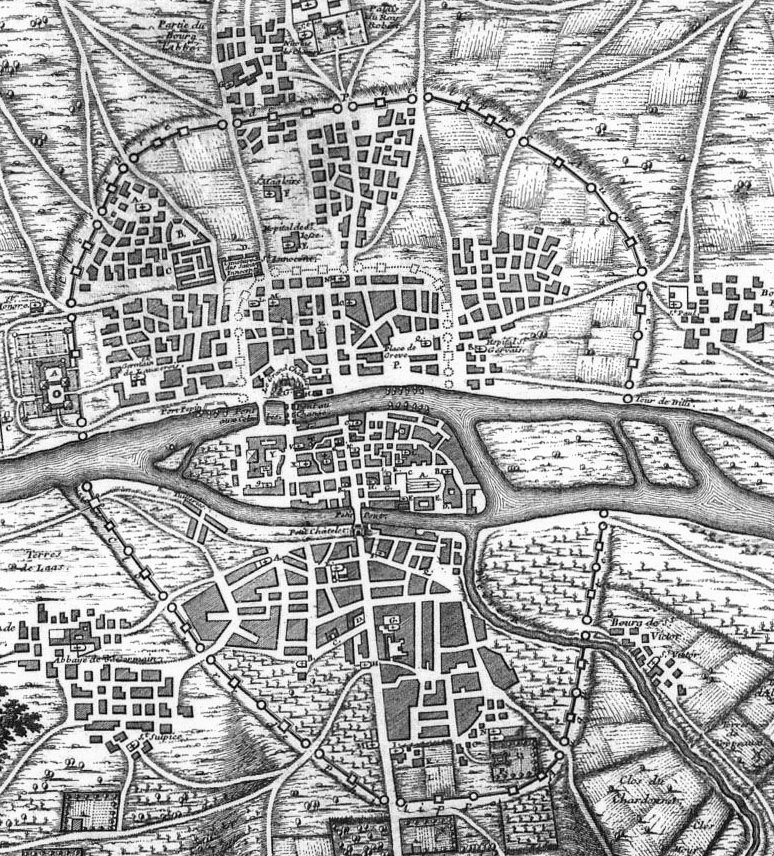
Muralha de Filipe Augusto em Paris, 1223

### Posteridade
Filipe Augusto foi sepultado na Basílica de Saint-Denis, Paris. Em 1306, aquando da reorganisação da necrópole por Filipe o Belo, o seu túmulo foi colocado ao centro, com o do seu filho Luís VIII de França, para simbolizar a união das linhagens merovingía à direita e capetiana à esquerda, segundo a ideia do poeta e historiador Gilles de Paris (ou Egidius Parisiensis). Como todos os outros da necrópole, foi violado pelos revolucionários em 1793.
Geralmente, a figura de Filipe, ainda que celebrada pelos cronistas da época, foi em grande parte ofuscada pela de São Luís, que se tornou no modelo de realeza por excelência desde o final do século XIII e por muito tempo. A vitória na batalha de Bouvines continua a ser um dos elementos mais fortes da mitologia nacional francesa, graças às Grandes Chroniques de France e, mais tarde, pelos manuais escolares da Terceira República Francesa. A igreja de São Pedro de Bouvines, construída em 1882, foi decorada entre 1887 e 1906 com 21 vitrais retratando a batalha que são actualmente património classificado.
Os outros sinais do seu reinado desapareceram progressivamente. A muralha de Filipe Augusto subsiste em vestígios espalhados por Paris e o palácio medieval do Louvre foi integrado no Museu do Louvre na década de 1990. Ainda em Paris, a estação de metropolitano Philippe Auguste continua a comemorar o vencedor de Bouvines.

### As conquistas
Ao morrer, Filipe II deixou ao seu filho e sucessor Luís VIII de França um território consideravelmente aumentado. O contraste é notável antes e depois do seu reinado, em que quase todos os barões ficaram sob a sua suserania, e com domínios reais que fizeram dele o rei da Île-de-France ainda mais do que da França. O seu rival inglês foi desterrado para uma apenas parcial Aquitânia, muito afastada de Paris.
Estes ganhos territoriais fizeram de Filipe Augusto um rei agregador, cuja obra foi continuada pelo seu filho. Só na Guerra dos Cem Anos se assistiu a um recuo importante das possessões reais francesas. Estabilizar estas conquistas passou por mais do que simples vitórias militares ou diplomáticas. E esse foi o grande sucesso de Filipe - ao mesmo tempo que aumentava o território, afirmava o poder real nesses novos domínios, condição indispensável para a durabilidade desta situação.
Este objectivo foi atingido inicialmente por uma nova política de fortificações e castelos: Filipe mandou elaborar um inventário e pagou construções nos domínios e feudos. As antigas paliçadas foram substituídas por numerosas torres de menagem em pedra, poligonais ou cilíndricas para maior resistência aos engenhos de cerco, e para evitar ângulos sem visão para os defensores - a arquitectura filipina. Perto do final do seu reinado, a planta evoluiu para uma torre quadrangular com torres redondas em cada vértice, sendo o Louvre o melhor exemplo.

### Revolução administrativa
A estabilização das conquistas passou também por novas maneiras de administração do território. Para escapar à espiral de parcelagem, consequência do feudalismo, Filipe Augusto introduziu desde cedo uma nova estrutura administrativa que lhe permitisse exercer directamente o seu poder sobre o território. Esta organização foi originada na ocasião da sua partida para a Terceira Cruzada, por uma ordenação-testamento de 1190, a fim de regular as questões de organização do poder na sua ausência.

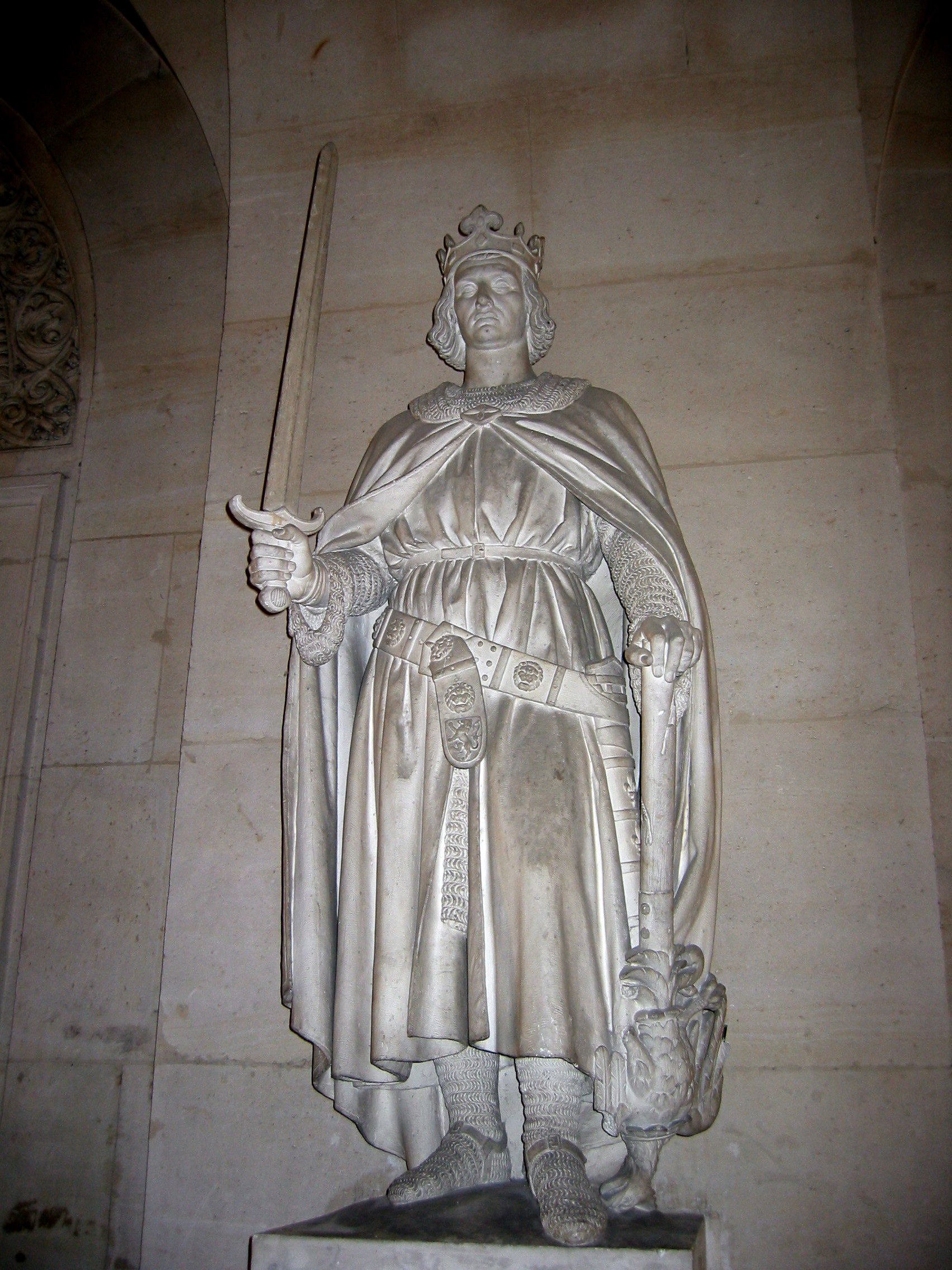
Estátua de Filipe Augusto no castelo de Versailles

Foram instituídos os bailios (ou beleguins), uma criação anglo-normanda cuja função nos territórios franceses não estava claramente definida até ao momento. Filipe inspirou-se claramente nas reformas administrativas de Henrique II da Inglaterra, postas em prática em 1176, e a Flandres adoptou simultaneamente o mesmo modelo.
Esta reforma foi conseguida a c.1200, quando o termo baillivi se tornou comum, ou mesmo oficial, nos decretos reais. Nomeados pelo rei, uma dúzia destes oficiais, oriundos da classe média, percorriam o domínios sob solicitação para administrar a justiça e também para iniciar uma contabilidade do reino, uma área que sofreu progressos decisivos na segunda metade deste reinado.
Ao contrário dos senhores feudais, os bailios não tinham uma área geográfica precisa, esta acabaria por se desenvolver posteriormente. A sua actividade não estava assim ligada à posse das terras, e não exerciam propriamente o poder mas representavam o rei. Por outro lado, eram pagos directamente pelo soberano e submetidos a um forte controlo, com a obrigação de prestar contas três vezes por ano. O salário de um bailio era de 10 soldos a uma libra, o mesmo ou mais que, por exemplo, se pagava aos cavaleiros mercenários (10 soldos). Pode ver-se aqui um índice da importância do seu estatuto e também do preço da sua fidelidade.
Os bailios eram assistidos por prebostes, outra velha instituição de papel não muito claro até ao momento. Estes eram designados a uma zona precisa, onde julgavam os assuntos correntes e as contas locais, com os bailios funcionando principalmente como justiça de apelação.
Em algumas regiões conquistadas durante o reinado (Anjou, Maine, Touraine, Poitou, Saintonge), Filipe confiou as funções administrativas a senescais. Este título, inicialmente hereditário, tornou-se não transmissível a partir de 1191. Ao contrário do bailio, este era um senhor local, que respondia pela defesa das fronteiras e comandava tropas reais, e o risco de que ganhasse uma importância local considerável, ou até perigosa para o rei, era semelhante ao do feudalismo. Por isso este cargo foi muitas vezes suprimido, tal como na Normandia, depois da anexação, para ser substituído pelo dos bailios.

### Ideologia real

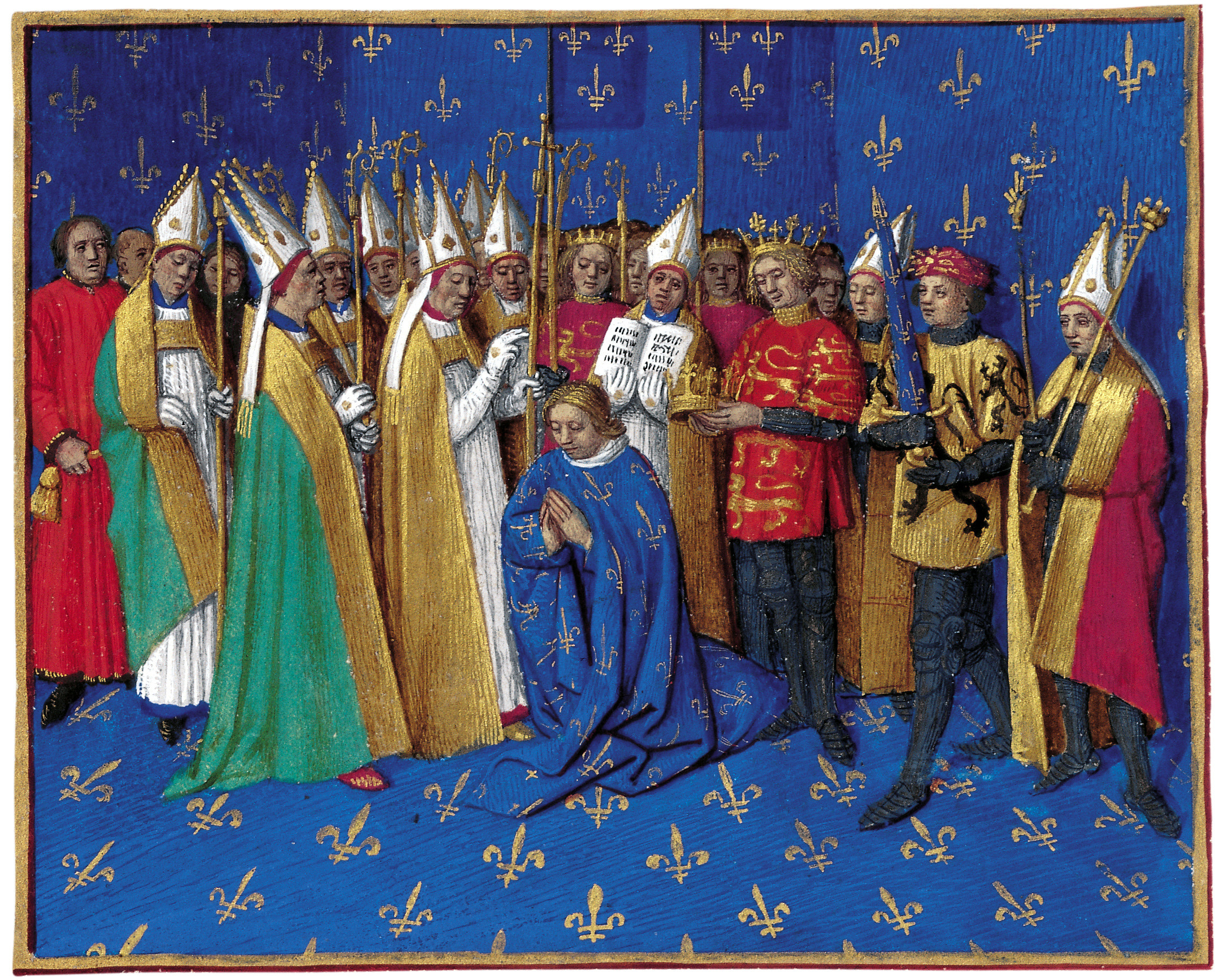
Coroação de Filipe Augusto, Grandes Chroniques de France

Graças à sua grande vitória na batalha de Bouvines, Filipe conseguiu obter um importante apoio popular no seu reinado. Neste contexto desenvolveu-se uma ideologia real, talvez o sinal mais notável da emergência de um estado.
Muito se comentou sobre a utilização crescente do termo Francia nos textos contemporâneos, e sobretudo da fórmula rex Francia em um decreto diplomático de 1204. No entanto, só Luís IX de França alteraria o título oficial de rex Francorum (rei dos Francos) para rex Franciæ (rei de França). Há outros progressos ideológicos mais evidentes, tal como os funerais solenes, ou a utilização da flor-de-lis como símbolo real, iniciada pelo seu pai Luís VII de França.
No fim deste reinado é possível ver desenvolver-se uma verdadeira tentativa de propaganda real através das crónicas oficiais. Desde 1186, o monge Rigordo de Saint-Denis redigia a Gesta Philippi Augusti em latim (tal como fizera o abade Suger de Saint-Denis), que ofereceu a Filipe em 1196 e depois foi actualizada até 1208. Esta obra não foi encomendada pelo rei, mas tornou-se numa crónica quase oficial à glória de Filipe, com a excepção de algumas críticas ao caso do seu casamento com Ingeborga da Dinamarca.
Rigord foi o primeiro a dar o cognome de Augustus a Filipe em referência ao seu mês de nascimento e às suas primeiras conquistas, que o elevaram, segundo o autor, ao nível dos imperadores romanos. Baseou-se em uma interpretação muito pessoal da etimologia de Augustus, que ligou ao verbo augeo (aumentar, enriquecer), em referência ao aumento e enriquecimento do reino por Dieudonnê.

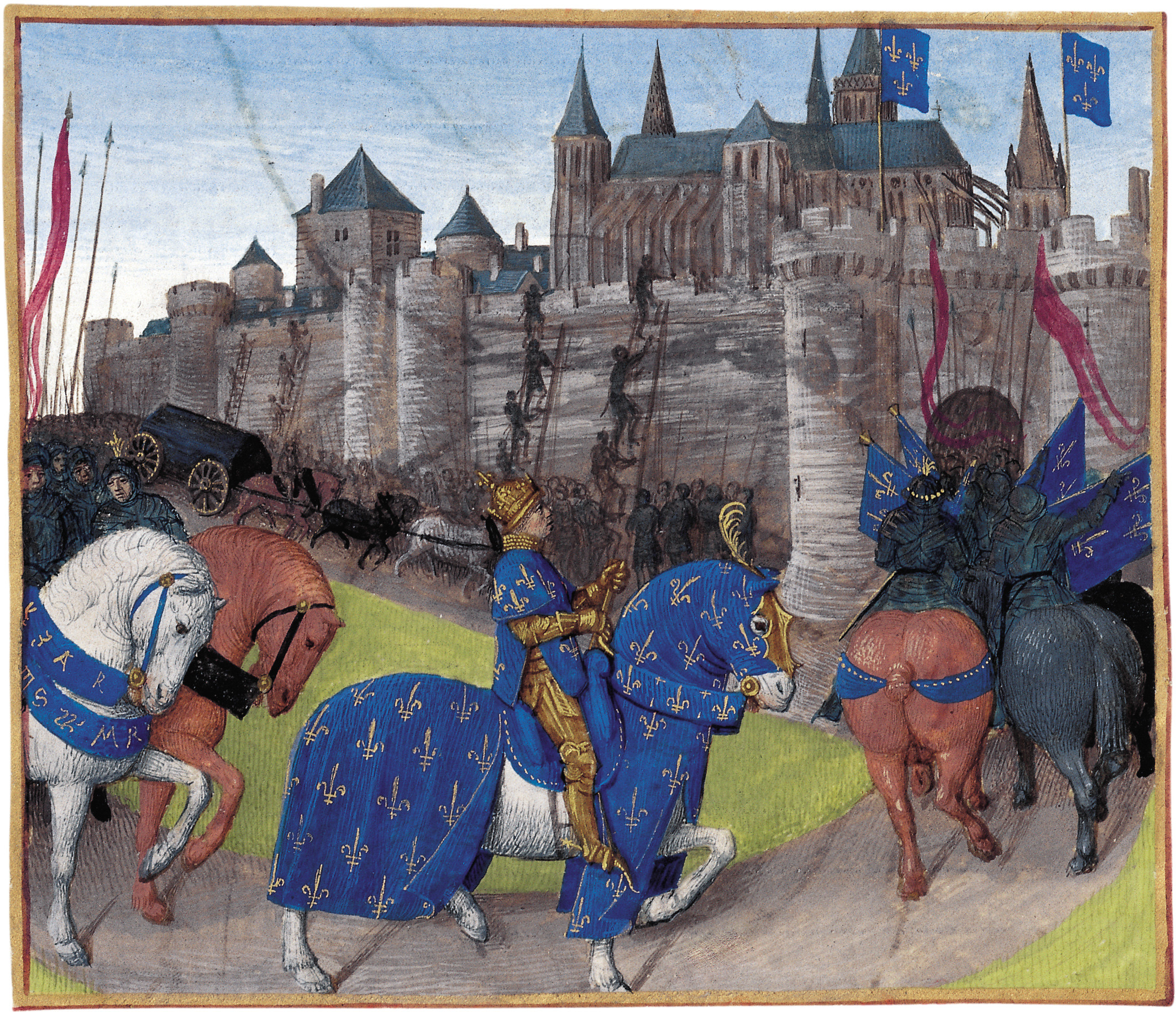
Tomada de Tours em 1189, Grandes Chroniques de France

Filipe Augusto confiou a um novo cronista, Guilherme o Bretão, capelão do rei, a tarefa de expurgar a crónica de Rigord das suas passagens críticas, e de a continuar. Posteriormente foi-lhe confiada a redacção de um verdadeiro monumento à glória do monarca a partir de 1214: uma crónica em verso, a Philippide (Filipíada), no estilo de um poema épico, nesse momento muito em voga (principalmente depois da Alexandreis de Gautier de Châtillon sobre Alexandre o Grande).
Seguiram-se várias versões da Filipíada, a última tendo sido concluída em 1224, um ano após a morte do rei. Nesta obra única, Filipe foi representado como um herói, o vencedor da batalha de Bouvines, celebrado em toda a sua majestade. Nesta, a linha temporal do reinado é importante, se bem que as duas crónicas oficiais continuem a ser testemunhos muito isolados no conjunto da produção literária do tempo de Filipe Augusto.
A crónica de Rigord e a sua continuação por Guilherme o Bretão foram depois traduzidas por Primat de Saint-Denis para as Grandes Chroniques de France (Grandes Crónicas da França). Foi nesta forma, mais do que na da Filipíada, que a imagem do rei passou à posteridade.
Por fim, é de realçar a contribuição de Gilles de Paris que, no seu Karolinus, poema sobre Carlos Magno e dedicado a Luís VIII de França, fez descender Filipe e Luís deste monarca, unindo assim neles a dinastia carolíngia e a dinastia capetiana. Foi então o primeiro verdadeiro representante de um genus real, a base da ideia da transmissão da realeza pelo sangue, que depois de Filipe Augusto ganhou grande importância.

### Benfeitorias em Paris

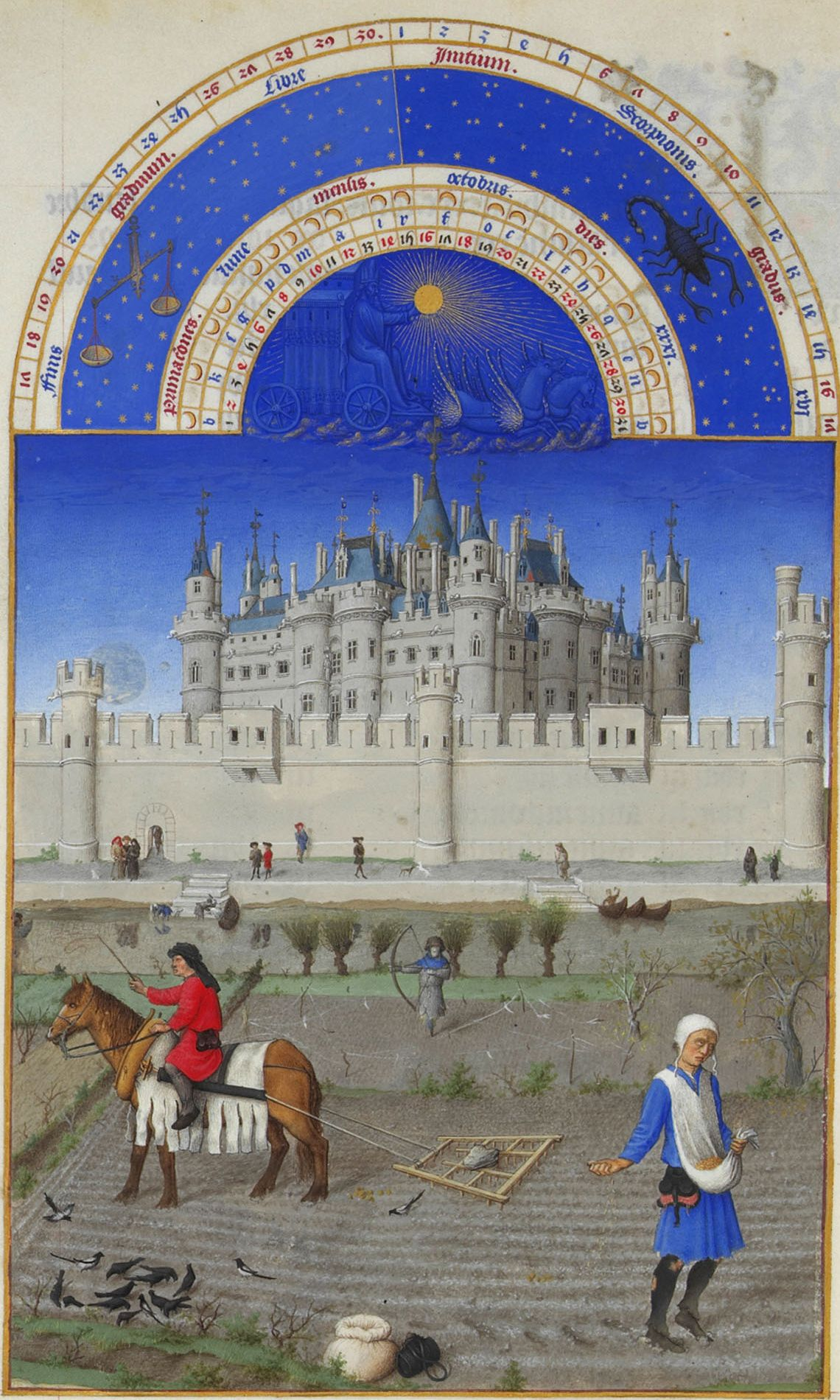
Palácio do Louvre medieval, num livro das horas do século XV

O reinado de Filipe Augusto foi um período de grandes melhorias para Paris. Mesmo com a corte real ainda itinerante, a cidade ganhou um estatuto particular, cujos diferentes trabalhos realizados testemunham. Um grande paço foi construído por Filipe ao estabelecer a capital. Destacam-se também:
- 1180: Mudança do mercado dos Campestres (localizado nos bairros do norte da cidade, perto da leprosaria de São Lázaro) para o centro de Paris, onde se edificariam as futuras Halles de Paris. Foram construídos dois edifícios cobertos para alojar o novo mercado em 1183. Muito interessado no desenvolvimento deste mercado central, Filipe regulamentou pessoalmente o comércio dos alimentos essenciais (carnes, pão e vinho);
- 1186: Pavimentação das principais ruas de Paris;[2]
- 1187: O cemitério dos Santos-Inocentes foi saneado, drenado, nivelado e cercado por um muro.
- 1190: Antes da partida para a Terceira Cruzada, iniciou-se a construção de uma muralha na margem direita do rio Sena;
- 1194: Depois da perda dos arquivos reais na batalha de Fréteval e da recuperação destes por Ricardo Coração de Leão, Filipe mandou reconstitui-los. A partir desta data, um exemplar destes arquivos permaneceria em Paris;
- 1200: A Universidade de Paris foi criada por decreto real, um estatuto que permitiu aos professores e alunos parisienses de dispor de liberdade e segurança importantes. A partir deste momento, estes sairiam da jurisdição eclesiástica, o que permitiu um desenvolvimento rápido das escolas parisienses;
- 1202: Construção da torre nova, na entrada ocidental da cidade, o futuro palácio do Louvre;
- 1209-1210: Trabalhos no Petit Châtelet, na margem esquerda (novas chaminés, portas e uma prisão de três pisos);
- 1209-1212: Construção da muralha de Paris na margem esquerda.

A expansão da capital não se limitou aos trabalhos ordenados por Filipe Augusto. Também no reu reinado foram criados o hospício de Santa Catarina (1185) e o hospital da Trindade (1202). Os trabalhos da Catedral de Notre-Dame de Paris, iniciados em 1163, também progrediram a bom ritmo. Em 1182, o coro foi concluído e o altar-mor foi consagrado a 19 de Maio. Depois a fachada ocidental foi decorada, a galeria dos reis foi concluída na década de 1220, quando se iniciou a construção da grande rosácea e a ampliação do pátio.
O crescimento de Paris é confirmado pelas estatísticas demográficas, que estimam que a população passou em poucos anos de 25 000 habitantes a 50 000 em c.1200, o que tornou esta na maior cidade da Europa, com a excepção da Itália.

## Casamentos e descendência

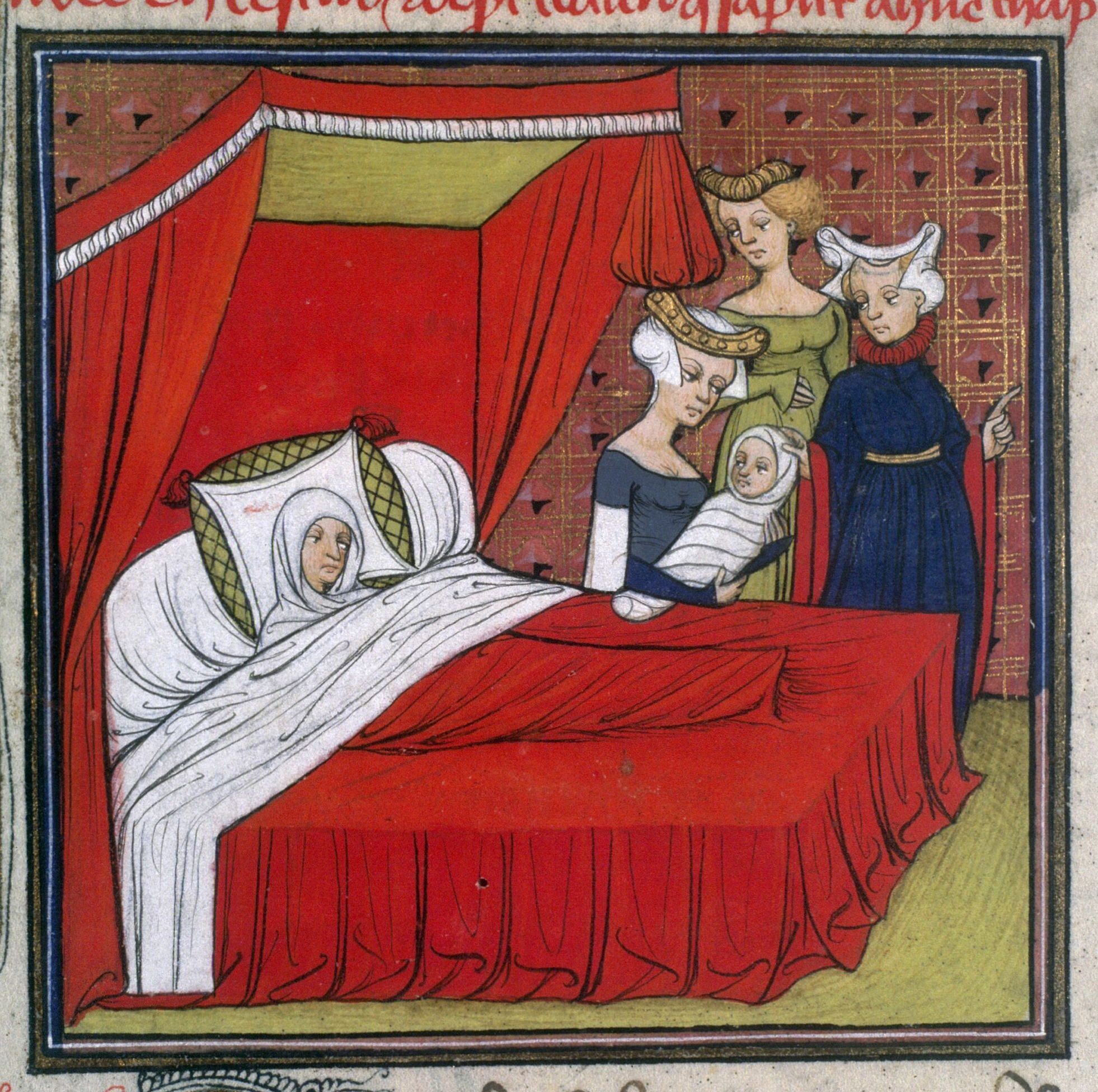
Miniatura medieval do nascimento de Luís VIII de França

Do seu matrimónio celebrado em Bapaume, Pas-de-Calais, a 28 de Abril de 1180 com Isabel de Hainaut (1170-1190), condessa de Artésia, filha de Balduíno V de Hainaut, nasceu:
- Luís VIII de França, seu sucessor no trono da França

Filipe casou-se em segundas núpcias em Amiens, a 14 de Agosto de 1193, com Ingeborg da Dinamarca (1176-1238), filha do rei Valdemar I da Dinamarca e irmã do rei Canuto VI da Dinamarca. Repudiou-a em 1193, e restabeleceu oficialmente a sua posição em 1200, apesar de nunca mais tomar o seu lugar conjugal. Deste casamento não houve descendência.
Em Junho de 1196 tomou a sua terceira esposa, Inês de Merânia (1172-1201), filha de Bertoldo IV de Merânia. Dela teve quatro filhos naturais, dos quais os dois sobreviventes foram reconhecidos seus herdeiros legítimos pelo papa Inocêncio III:
- Maria de França (1198-1224), casada em 1206 com o conde Filipe I de Namur e em 1213 com o duque Henrique I de Brabante;
- João-Tristão (nado-morto em 1200);
- Filipe Hurepel (1201-1234), conde de Clermont e da Bolonha, casado em 1216 com Matilde de Dammartin;
- outro filho do sexo masculino, nado-morto.

Com «uma certa dama de Arras» teve ainda:
- Pierre Charlot (1205-1249), bispo de Tours (ou de Noyon)